# Джорджадзе, Александр Иванович
Александр Иванович Джорджадзе (груз. ალექსანდრე ივანეს ძე ჯორჯაძე; 15 октября 1913, Тифлис — 25 октября 1989, Тбилиси) — советский спортивный гимнаст. Заслуженный мастер спорта СССР (1940).

## Биография
Родился 15 октября 1913 года в городе Тифлис (сейчас Тбилиси).
В 1937 году окончил Тбилисский лесотехнический институт.
С 1942 года был директором Грузинского государственного института физической культуры, заведовал кафедрой гимнастики с 1966 по 1973 год. Работал в вузе до 1973 года.
В 1967 году получил степень кандидата педагогических наук (тема «Исследование динамических параметров упражнений на перекладине и методов управления ими»). Носил звание доцента. Автор 30 научно-методических работ.
С 1951 года был деканом факультета физического воспитания Кутаисского педагогического института. В 1973—1977 годах работал в Афганистане старшим преподавателем Кабульского института физической культуры, тренером национальной сборной. 
Выступал в соревнованиях по спортивной гимнастике за тбилисское «Динамо». Восемь раз становился призёром чемпионата СССР по спортивной гимнастике. Трижды был чемпионом в упражнениях на перекладине (1939, 1943, 1949), трижды выигрывал серебро (в 1939 году в упражнениях на брусьях, в 1945 году — на кольцах, в 1946 году — на перекладине). В 1939 году стал двукратным бронзовым призёром в личном многоборье и опорном прыжке.
В 1937 году завоевал две медали на III Рабочей олимпиаде в Антверпене — золотую в командном многоборье, бронзовую в личном.
Избирался депутатом районного совета в Тбилиси.
Заслуженный мастер спорта СССР (1937). Заслуженный деятель физической культуры Грузинской ССР.
Награждён орденом «Знак Почёта» (1967), медалями «За трудовую доблесть», «За трудовое отличие».
Умер 25 октября 1989 года в Тбилиси.